# ابوعلی کاتب
حسن بن احمد مشهور به أبوعلی کاتب مصری از عرفای قرن چهارم است. تاریخ تولد او در منابع ذکر نشده امّا مطابق قول خواجه عبدالله انصاری در طبقات الصوفیه سال درگذشتش ۳۴۹ یا ۳۵۶ قمری بوده‌است. او مرید سیدالطائفه ابوالقاسم جنید بغدادی و شیخ ابوعلی رودباری بوده و ابوعثمان سعید مغربی از مریدان وی و جانشین او است.

## ذکر ابوعلی کاتب در منابع عرفانی
ابوعبدالرحمن محمد سلمی در طبقات الصوفیه شرح حال مختصری از ابوعلی کاتب آورده و در ضمن آن به ذکر اقوالی از وی پرداخته‌است: «و منهم أبوعلی بن الکاتب؛ و اسمه الحسن بن أحمد. من کبار مشایخ المصریین. صحب أبابکر المصری و أبا علی الروذباری و غیرهما من المشایخ. هو أوحد مشایخ وقته؛ و کان أبوعثمان مغربی یقول: کان أبو علی بن الکاتب من الساکین؛ و کان یعظمه و یعظم شأنه. مات سنة نیف و أربعین و ثلاثمائه… .»
خواجه عبدالله انصاری در طبقات الصوفیه در شرح احوال ابوعلی کاتب چنین گفته‌است: «و من طبقة الرابعه ایضاً ابوعلی الکاتب المصری؛ نام وی حسن بن احمد از مهینان مشایخ است. صحبت کرده با بوبکر مصری و بوعلی رودباری، یگانهٔ مشایخ وقت. بوعثمان مغربی گوید: هو من السالکین؛ و وی را تعظیم داشتی، [ابوعلی کاتب] پیر بوعلی ممشتولی [بود و] ایذ صاحب کرامت بود ظاهر. در سنه نیف و اربعین و ثلثمائه برفته از دنیا و گویند سنه ست و خمسین و اللهّ اعلم. از اقران رودباری است و با یعقوب ری.
شیخ‌الاسلام گفت کی هرگه بوعلی کاتب شیخ بوعلی رودباری را نام بردی گفتی: که سید ما. شاگردان وی از آن رشک می‌آمد، وی را گفتند: چیست این که وی را سید خود می گوئی؟ گفت: آری وی از شریعت به حقیقت شد، ما از حقیقت به شریعت می آئیم.
شیخ‌الاسلام گفت: مرد از پیشگاه به آستان نفرستند، تو ندانی که او که از آستان واپیشگاه فرستند کیست؟ پس سرد بود، کی از ناز با نیاز فرستند، از نیاز با ناز آی، و از طهارت به نماز شو.
شیخ‌الاسلام گفت: که بوعلی کاتب گفت: اصحاب الاوراد لایکون لهم قلوب. وی را مه داشتند از رودباری از بزرگی وی و تمامی علم وی. وی گوید: هر چیزی که بر من مشکل شدی، مصطفی را صلی الله علیه و سلم به خواب دیدمی و ازو پرسیدمی.
شیخ‌الاسلام گفت: که شیخ بوعلی کاتب در همه مصر وی را یک مرید بود که چیزی بود دادی، او بمرد؛ وی به سر گور وی شد گفت: الهی! میان من و تو، او واسطه بود و شرک، او برفت، توحید من درست گردان! به حق آنک توحید من تو را درست شد به رفتن او، که باوی نیکوئی کن. هم وی گفت: که اللهّ گفت: وصل الینا مَن صبر علینا.
شیخ ابوالقاسم نصرآبادی گوید: که بوعلی کاتب را گفتند: کی به کدام بهشت مایل تری ازین دو: به فقر یا به غنا؟ گفت: به آنک بلندتر است درجه و مه است قدر آن، پس ازین، دو بیت برخواند. بیت:
| ولست بنظار الی جانب الغنی     |  | و انی لصبار علی ماینو بنی      |
| اذا کانت العلیا فی جانب الفقر |  | و حسبک ان اللهّ اثنی علی الصبر» |

رضاقلی خان هدایت نیز در ریاض العارفین در شرح احوال ابوعلی کاتب چنین گفته‌است: «ابوعلی مصری؛ و هو حسن بن احمد المصری مرید جناب شیخ ابوعلی رودباری مذکور است و از اعاظم مشایخ زمان خود. مشهور است با شیخ ابوبکر مصری و شیخ ابوالقاسم نصرآبادی صحبت داشته. ابوعثمان سعید مغربی که از اجلهٔ عارفین متقدمین است مرید او بوده و کسب کمالات از او نموده. گویند هرگاه چیزی بر وی مشکل شدی در رؤیا و مکاشفه به خدمت حضرت نبوی صلی الله علیه و آله و سلم رسیدی و از آن حضرت استفسار کردی و جواب شنیدی. غرض، از طبقهٔ رابعه بوده.»